# ILFC
Die International Lease Finance Corporation, besser bekannt unter dem Kürzel ILFC, war eine der größten Gesellschaften im Bereich Flugzeug-Leasing, die häufig auch in Sale-and-Lease-Back-Geschäften tätig war, Hauptkonkurrent war die US-amerikanische GE Capital Aviation Services. 2014 wurde die ILFC vom niederländischen Leasing-Unternehmen AerCap übernommen und vollständig in das Unternehmen integriert.

## Geschichte
Das US-amerikanische Unternehmen wurde 1973 von Steven F. Udvar-Házy und Leslie und Lou Gonda als Interlease Group Inc gegründet. 1983 ging das Unternehmen an die Börse und wurde 1990 zu 100 % von der American International Group übernommen.
ILFC erzielte im Jahr 2007 mit nur 170 Mitarbeitern einen Umsatz von 4,73 Mrd. US-Dollar sowie einen Gewinn von 603 Millionen US-Dollar.
Zu den Kunden von ILFC gehörten fast alle großen und kleinen Fluggesellschaften. Es wurden Flugzeuge der zwei größten Hersteller, Boeing und Airbus mit Triebwerken verschiedener Hersteller, etwa von Pratt & Whitney und IAE, angeboten.
In die Schlagzeilen kam ILFC immer wieder durch die hohen Stückzahlen, die bei den Herstellern bestellt wurden. So bewarb sich ILFC selber mit Attributen wie größter Leasinggeber gemessen am Flottenwert, der Anzahl neuer Flugzeuge oder von Großraumflugzeugen, oder als jüngste und modernste Flotte aller Leasinggeber weltweit. Ende 2010 gehörten insgesamt 934 Passagier- und Frachtflugzeuge zur Flotte von ILFC, davon 493 des Herstellers Airbus und 441 von Boeing.
Aufgrund der internationalen Finanzkrise ab 2007 geriet die American International Group in erhebliche Probleme und plante ihre Tochter ILFC zu verkaufen. 2011 musste der angeschlagene AIG-Konzern bei der ILFC zusätzlich 95 Jets im Wert von 1,5 Milliarden US-Dollar abschreiben, weil sich die Nachfrage zu moderneren Maschinen verschoben hatte.
2014 wurde ILFC schließlich für 7,6 Milliarden USD an die niederländische AerCap verkauft und ging in dieser auf, der alte Firmenname wird nicht weitergeführt.